# 中国社会各阶级的分析
《中国社会各阶级的分析》是毛泽东1925年撰写的文章。《革命》、《中国农民》、《中国青年》等刊物曾刊发，后收录于《毛泽东选集》第一卷。